# Grimmia subsecunda
Grimmia subsecunda là một loài Rêu trong họ Grimmiaceae. Loài này được (Hook. & Grev. ex Harv.) Mitt. mô tả khoa học đầu tiên năm 1859.